# Tokyo Magnitude 8.0
Tokyo Magnitude 8.0 (яп. 東京マグニチュード8.0 То:кё: Магунитю:до 8.0, «Токийское восьмибалльное») — аниме-сериал, транслировавшийся в программном блоке noitaminA телекомпании Fuji TV с 9 июля по 17 сентября 2009 года. Всего было выпущено 11 эпизодов. Сюжет рассказывает о возможных последствиях землетрясения магнитудой 8, если бы оно произошло в Токио в 2012 году. Данное аниме получило приз фестиваля Japan Media Arts 2009 года за реалистичное отображение страхов людей перед потерей близких.
О производстве Tokyo Magnitude 8.0 впервые было объявлено в марте 2009 года на Токийской международной ярмарке аниме. Компаниями-производителями выступили студии Bones и Kinema Citrus; режиссёром стал Масаки Татибана, а автором оригинального сценария — Нацуко Такахаси.

## Сюжет
В начале каждой серии появляется надпись, гласящая, что события данного аниме являются моделированием ситуации масштабного землетрясения.
Действие сюжета разворачивается в 2012 году, когда после землетрясения магнитудой 8 бо́льшая часть Токио оказывается под властью стихии: город охватывают пожары, падает трёхсотметровая телевизионная башня и разрушается Радужный мост. Главными героями являются сестра и брат Мирай и Юки. Застигнутые толчками на выставке роботов вдали от родителей, они чудом остаются живы. На помощь двоим подросткам приходит взрослая женщина Мари, и уже втроём они пытаются добраться до своего района проживания.

## Персонажи
- Мирай Онодзава (яп. 小野沢 未来 Онодзава Мирай) — ученица первого класса средней школы, посещающая престижную Женскую Академию Рика. Её имя в буквальном переводе означает «будущее». В начале истории представляет собой типичного трудного подростка, которого раздражает буквально всё. Она ведёт себя грубо и потребительски по отношению к родителям и постоянно без повода хамит брату. После катастрофы Мирай впадает в отчаяние и даже верит в то, что её родители даже рады были избавиться от детей. В течение сериала девочка проходит катарсис и переосмысливает своё отношение к окружающим и своей жизни.

Сэйю — Сатоми Ханамура
- Юки Онодзава (яп. 小野沢 悠貴 Онодзава Ю:ки) — ученик третьего класса начальной школы. Младший брат Мирай. Интересуется роботами и всем, что с ними связано. В отличие от Мирай очень добродушный и всегда весёлый мальчик. При обрушении Токийской башни получает ушиб головы камнем и теряет сознание. После этого проявляются симптомы сотрясения мозга (головокружение, тошнота), но им не придаётся должного внимания. В результате Юки внезапно погибает, однако Мирай не понимает этого, так как ещё долгое время видела его образ, принимая за живого человека. Сюжет не раскрывает, был ли это дух мальчика, или лишь плод воображения Мирай, возникший как защитная реакция на стресс. Однако образ Юки боялся «раскрыть правду» девочке, сознавшись в этом, лишь когда Мирай смогла добраться до своих родителей.

Сэйю — Юмико Кобаяси
- Мари Кусакабэ (яп. 日下部 真理 Кусакабэ Мари) — мотоциклистка; решила помочь Мирай и Юки добраться до дома родителей после землетрясения. Очень добродушная и оптимистичная женщина, которая несмотря на свои душевные муки продолжала улыбаться детям и защищать их. Она также знала о смерти Юки, но не говорила это Мирай, боясь ещё сильнее травмировать девочку.

Сэйю — Юко Кайда
- Сэйдзи Онодзава (яп. 小野沢 誠司 Онодзава Сэйдзи) — отец Мирай и Юки. Во время толчков был ранен на своей работе.

Сэйю — Хироси Нака
- Масами Онодзава (яп. 小野沢 雅美 Онодзава Масами) — мать Мирай и Юки. Землетрясение совпало с днём её рождения.

Сэйю — Кикуко Иноуэ

## Список серий
| 1 | Одайба погружается под воду «Одайба, сидзуму» (お台場、沈む)    | 9 июля 2009 года      |
| На следующий день после окончания учебного года Мирай вместе со своим братом Юки отправляется на выставку роботов на искусственном острове Одайба. По окончании экскурсии Мирай выходит на улицу, чтобы там подождать брата. Разозлившись на жизнь, которая по её словам «достала», девочка в сердцах желает чтобы «всё вокруг рухнуло». В это время в Токио начинается землетрясение магнитудой 8. |                                                                 |                       |
| 2 | Разрушающийся мир «Коварэта, сэкай» (壊れた、世界)              | 16 июля 2009 года     |
| После землетрясения Мирай отправляется на поиски Юки; в этом ей решается помочь Мари, женщина, которую она с братом ранее встретила на выставке. Под обломками им удаётся найти мальчика. Втроём они отправляются в ближайший перевалочный пункт, где собрались другие пострадавшие. |                                                                 |                       |
| 3 | Горящий мост «Моэру, хаси» (燃える、橋)                         | 23 июля 2009 года     |
| Услышав сделанные через громкоговоритель объявления о скорой эвакуации людей с острова, Мари, Юки и Мирай отправляются к берегу. Там они садятся на корабль, который вскоре чуть было не тонет из-за волн, вызванных крушением Радужного моста. |                                                                 |                       |
| 4 | Обещание троих «Саннин но, якусоку» (三人の、約束)              | 30 июля 2009 года     |
| Проходят новые толчки. Мирай срывается и обвиняет брата в том, что именно из-за его прихоти они оказались на Одайбе. Юки решает посмотреть с высоты Токийской телевизионной башни на то, уцелел ли их родной дом, однако повреждённая землетрясением башня падает. |                                                                 |                       |
| 5 | Рыдания в школе «До:коку но, манабия» (慟哭の、学び舎)          | 6 августа 2009 года   |
| Трое героев продолжают свой путь. На вечер они останавливаются около академии, в которой учится Мирай и в которой после землетрясения была устроена покойницкая. Они знакомятся с пожилой парой, чьи внуки погибли за несколько часов до этого, а также видят одноклассницу Мирай, оплакивающую свою не спасшуюся мать.                                                                             |                                                                 |                       |
| 6 | Нелёгкий выбор «Мисутэру, сэнтаку» (見捨てる、選択)             | 13 августа 2009 года  |
| Утром Мирай, Юки и Мари снова отправляются в путь и добираются до места работы женщины. Там они узнают, что район, в котором живёт Мари, сильно разрушен. Мирай и Юки просят женщину оставить их и одной отправляться туда, однако Мари отказывается, утверждая, что жизнь её дочери в руках бабушки, и решает продолжить путь с двумя подростками.                                                 |                                                                 |                       |
| 7 | Летний закат «Нацу но ю:гурэ» (夏の夕暮れ)                      | 20 августа 2009 года  |
| Во время пути трое героев знакомятся с юношей-отаку, также как Юки, увлечённым тематикой роботов. Мари и Мирай понимают, что Юки заболел; в один из моментов он теряет сознание. |                                                                 |                       |
| 8 | Белоснежное утро «Массиро но аса» (まっしろな朝)                | 27 августа 2009 года  |
| Юки отвозят в ближайшую больницу, однако его не удаётся спасти. Из-за пережитого горя Мирай начинает казаться, что Юки жив, воспоминания же о его смерти девочка считает кошмарным сном. |                                                                 |                       |
| 9 | Прощай, сегодняшний день «Кё:, саёнара» (今日、さよなら)        | 3 сентября 2009 года  |
| Мари, Мирай и «Юки» добираются до места жительства женщины. В расположившейся в близлежащей школе покойницкой Мари принимает тела двоих погибших за свою семью. Однако Мирай удаётся отыскать и мать и дочь Мари, которые, как оказывается, выжили. Обещая встретиться с женщиной снова, Мирай и «её брат» отправляются в путь, оставляя Мари с семьёй в больнице.                                  |                                                                 |                       |
| 10 | Сестричка, знаешь,… «О-нээ-тян, ано нэ…» (おねえちゃん、あのね) | 10 сентября 2009 года |
| Мирай добирается до своего района, где встречает многих знакомых выживших. Одноклассник Юки замечает за девочкой странное поведение — та «общается с воздухом». К Мирай возвращаются воспоминания, и девочка с ужасом понимает, что её брат на самом деле уже мёртв. |                                                                 |                       |
| 11 | Дорогой Юки… «Ю:ки э…» (悠貴へ…)                                | 17 сентября 2009 года |
| Мирай добирается до дома, где встречает свою маму; чуть позже вдвоём они навещают Сэйдзи в больнице. В конце каникул Мари навещает Мирай и отдаёт ей вещи, которые та оставила в больнице, в том числе телефон с последним сообщением от Юки. Начинается новый учебный год, и Мирай отправляется в школу.                                                                                           |                                                                 |                       |

## Музыкальное сопровождение
Музыку к сериалу написал Ко Отани.
Открывающую композицию аниме Kimi no Uta (яп. キミノウタ) исполняет коллектив Abingdon Boys School, а закрывающую, M/elody, — Сион Цудзи.

## Список реальных объектов, показанных в аниме
- Одайба — на острове происходят действия 1—3 серий. Во время землетрясения произошёл размыв почвы, из-за чего из земли били фонтаны. Десятки сооружений на острове разрушены.
- Штаб-квартира Fuji Television — здание выстояло во время толчков, но во всех офисах отключено электричество. Под зданием главные герои переночевали в первую ночь после землетрясения.
- Радужный мост — во время толчков центральный пролёт моста раскачивался. Ближе к местам выходов тросов по непонятной причине начался пожар. Во время афтершоков кое-где произошёл обвал эстакад моста на Одайбе. Чуть позже места выходов тросов недалеко от пожара лопаются (вероятно, из-за афтершоков), один из пилонов моста накреняется и рушится на пролёт. Погибают все, кто в этот момент были на мосту и под ним.
- Парк Сиба — здесь останавливаются на привал десятки беженцев с Одайбы. Большинство из них гибнет в результате падения Токийской телебашни.
- Телевизионная башня Токио — в 4 серии аниме является главным объектом. Во время афтершоков опоры здания разрушаются, телебашня накреняется и падает прямо на парк Сиба, убивая всех, кому не удалось убежать.
- Сэтагая — после первых толчков большинство домов в районе охвачены пламенем. Пожары тушили несколько дней. Но уже к концу сериала показано, что высочайшее здание района практически не пострадало в пожаре.
- Carrot Tower — высочайший небоскрёб Сэтагаи. Показан в 9 серии аниме. По непонятным причинам совершенно не пострадал во время толчков и пожаров.
- Копия Статуи Свободы на Одайбе — показана в 1 и 2 серии аниме. Совершенно не пострадало во время землетрясения, однако  прогулочные дороги вокруг статуи разрушились. Но именно рядом со статуей местные птички почувствовали опасность толчков и улетели.
- Miraikan — выставочный центр на Одайбе. Именно здесь перед землетрясением проходила выставка роботов, на которую так хотел попасть Юки Онодзава. Именно здесь была сделана последняя прижизненная фотография Юки.

### Остальные объекты
- Дом семьи Кусакабэ — наполовину сгорел при пожаре в Сэтагае. Все, кто там находились, спаслись.
- Дом семьи Онодзава — здание в Сэтагае, состоящее из трёх крыльев, выполненных в традиционном японском архитектурном стиле. В одном из них жила семья Онодзава. Показан в 1 и 11 серии аниме. Дом выглядел так, что пострадал не во время 8-балльного землетрясения, а во время 5-балльного.
- Женская школа Рикка — средняя школа для девочек-подростков, где училась Мирай Онодзава. Не очень сильно пострадал во время толчков, но здесь был развернут полевой госпиталь, где лечили раненых. В главных залах школы клали погибших для опознания.